# Ellen MacArthur
Pour les articles homonymes, voir MacArthur.
Cet article concerne la navigatrice. Pour l'historienne, voir Ellen McArthur.
Ellen MacArthur, née le 8 juillet 1976 à Whatstandwell (en), au Royaume-Uni, est une navigatrice et entrepreneuse sociale britannique. Elle devient populaire en terminant deuxième du Vendée Globe 2000-2001, puis en battant le record du tour du monde à la voile en solitaire en 2005. Anoblie par la reine Élisabeth II, elle devient Dame Ellen MacArthur.
Elle est décorée de la Légion d'honneur en 2008 par le président français Nicolas Sarkozy.
En 2010, elle crée la Fondation Ellen MacArthur, qui a pour objectif d’inciter le public et les entreprises à repenser, concevoir et construire un avenir durable en s'appuyant sur le concept d'économie circulaire.
En 2022, elle reçoit le prestigieux Prix Princesse des Asturies pour la coopération internationale pour l'ensemble de son œuvre en faveur de l'économie circulaire.

## Biographie
En septembre 1997, Ellen MacArthur participe à la Mini-Transat au départ de Brest, seule femme et plus jeune concurrent engagé pour cette traversée de l'Atlantique.
En 1998, elle est désignée « Marin de l'année » par la Royal Yachting Association, après son premier grand voyage en solitaire, sur Iduna (British Telecom).
Elle arrive deuxième du Vendée Globe 2000-2001 sur Kingfisher à seulement 24 ans, puis obtient le prix Monique Berlioux, décerné par l'Académie des sports, en 2000.
Le 23 novembre 2002, elle remporte la route du Rhum en monocoque sur Kingfisher.
En 2003, avec Alain Gautier sur Foncia, elle chavire. La même année, elle fonde l'association Ellen MacArthur Cancer Trust, dans le but de faire naviguer des enfants malades.
Elle parle le français couramment. Sur ses bateaux, on pouvait lire la phrase : « À donf », qui est restée son expression favorite.
Sur un multicoque de 75 pieds (23 mètres de long), le trimaran B&Q/Castorama, elle bat dans la nuit du 7 au 8 février 2005 le record du tour du monde à la voile en solitaire (détenu jusque-là par Francis Joyon), en 71 jours 14 heures 18 minutes et 33 secondes, soit une moyenne de 16,2 nœuds sur 27 354 milles (50 660 km).

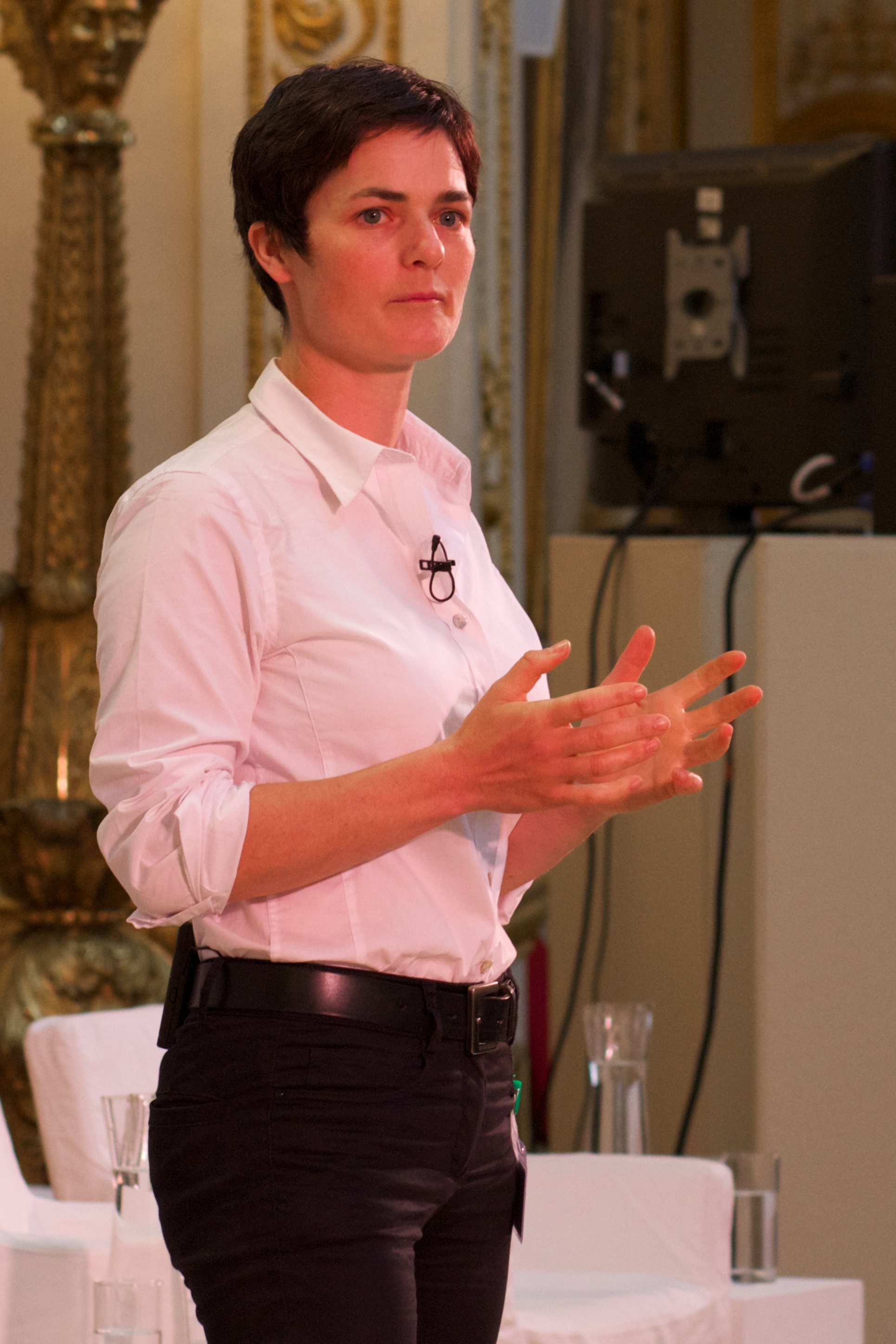
Ellen MacArthur en 2010.

Le 27 avril, un titre de chevalerie lui est attribué par la reine Élisabeth II : elle devient dame commandeur de l'ordre de l'Empire britannique (Dame Commander of the Order of the British Empire).
Après sa visite de la station baleinière de Géorgie du Sud, en 2006, elle accentue son effort, grâce à sa notoriété, en faveur de la promotion du développement durable.
Le 5 novembre 2007 elle entre au Panthéon de l'ISAF à Estoril avec Paul Elvström, Barbara Kendall, Sir Robin Knox-Johnston, Olin Stephens et Eric Tabarly.
Le 27 mars 2008, au deuxième jour de sa visite d'État au Royaume-Uni, le président français Nicolas Sarkozy remet à Ellen MacArthur les insignes de chevalier de la Légion d’honneur, lors d'une cérémonie à l’ancien collège naval de Greenwich.
Le 31 août 2010, à l'âge de 34 ans, Ellen McArthur annonce qu'elle met fin à sa carrière sportive.
Son ancien trimaran a été racheté par Romain Pilliard et baptisé Use it again (Réutilise-le), du nom d’un fonds de donation qui promeut l'économie circulaire et la protection de l'océan

## Palmarès
- 1998 : 
  - 16e de la Route du Rhum (1re de la catégorie des 50 pieds)[10]
- 1999 : 

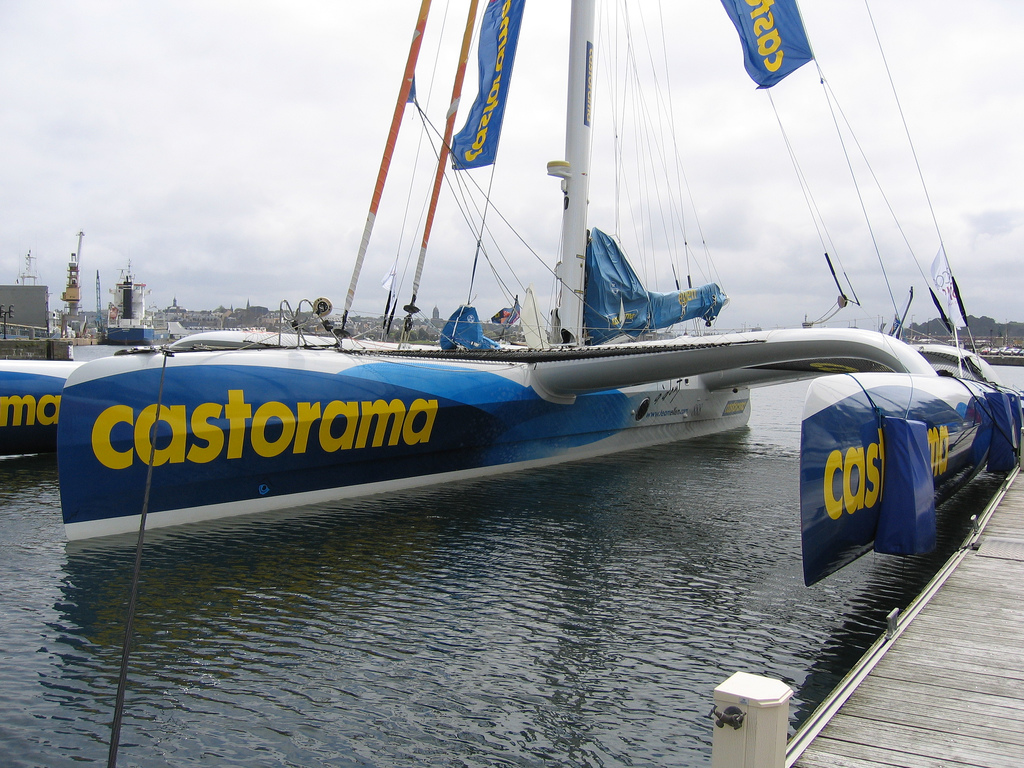
B&Q/Castorama à Saint-Malo, en mai 2005.

  - 1re de la Course de l'Europe en monocoques (avec Yves Parlier)
- 2000 :
  - 6e de la Europe 1 New Man Star (1re en 60 pieds IMOCA) sur Kingfisher
- 2001 :
  - 2e du Vendée Globe[11] sur Kingfisher en 94 j 04 h 25 min (record féminin à l'époque)
  - 1er de l'EDS Atlantic Challenge sur Kingfisher avec Nick Moloney[12]
  - 2e de la Transat Jacques-Vabre en classe ORMA (avec Alain Gautier)[13] sur Foncia
- 2002 : 
  - 1re de la Route du Rhum en 60 pieds IMOCA (nouveau record : 13 j 13 h 31 min 47 s)[14] sur Kingfisher
- 2003 :
  - 9e de la Transat Jacques-Vabre en classe ORMA (avec Alain Gautier)[15]
- 2005 :
  - record du tour du monde à la voile en solitaire (71 j 14 h 18 min 33 s) sur le trimaran de 75 pieds B&Q/Castorama[4]
  - 2e de la Transat Jacques-Vabre en 60 pieds IMOCA (avec Roland Jourdain)[16] sur Sill et Veolia
  - record SNSM dans la catégorie des maxi-multicoques sur le trimaran de 75 pieds B&Q/Castorama (1 j 3 h 23 min 19 s)[17]

## Distinctions
- Élue marin de l'année en 2001 puis en 2005 par la fédération internationale de voile.
- Un astéroïde a été baptisé (20043) Ellenmacarthur[18].
- En 2012, elle est marraine de la promotion 143 du Programme Grande Ecole ESC d'Euromed Management[19].
- Un tunnelier de la ligne 15 du métro de Paris a été baptisé Ellen[20].
- En 2022, elle reçoit le Prix Princesse des Asturies pour la coopération internationale. Ce prix récompense son travail de longue haleine pour favoriser « une meilleure utilisation des ressources naturelles et pour accélérer la transition vers une économie circulaire »[21],[22].

## Œuvres
- Ellen MacArthur (trad. de l'anglais par Jean-Philippe Chatrier et Johan-Frédérik Hel Guedj), Du vent dans les rêves [« Taking on the world »], Paris, XO éditions, 2002, 442 p. (ISBN 2-84563-066-2)
- Ellen MacArthur (trad. de l'anglais par Jocelyn Blériot), Les pieds sur terre [« Full circle: my life and journey »], Grenoble, Glénat, 2011, 407 p. (ISBN 978-2-7234-8143-4)